# Мортероне
Мортеро̀не (на италиански: Morterone, на западноломбардски: Murterun, Муртерун) е село и община в Северна Италия, провинция Леко, регион Ломбардия. Разположено е на 1070 m надморска височина. Населението на общината е 32 души (към 2016 г.).
Мортероне е най-малката общината в Италия по население.